# فيرنر بيرغر
فيرنر بيرغر (بالألمانية: Werner Berger)‏ هو سياسي ألماني، ولد في 22 فبراير 1901 في ألمانيا، وتوفي بنفس المكان في 10 يونيو 1964. حزبياً، نشط في الحزب النازي.